# جان فوراستا
جان فوراستا (انگلیسی: Giovanni Foresta؛ زادهٔ ۴ سپتامبر ۱۹۹۵) بازیکن فوتبال است.
از باشگاه‌هایی که در آن بازی کرده‌است می‌توان به باشگاه فوتبال مسینا اشاره کرد.